# Verola

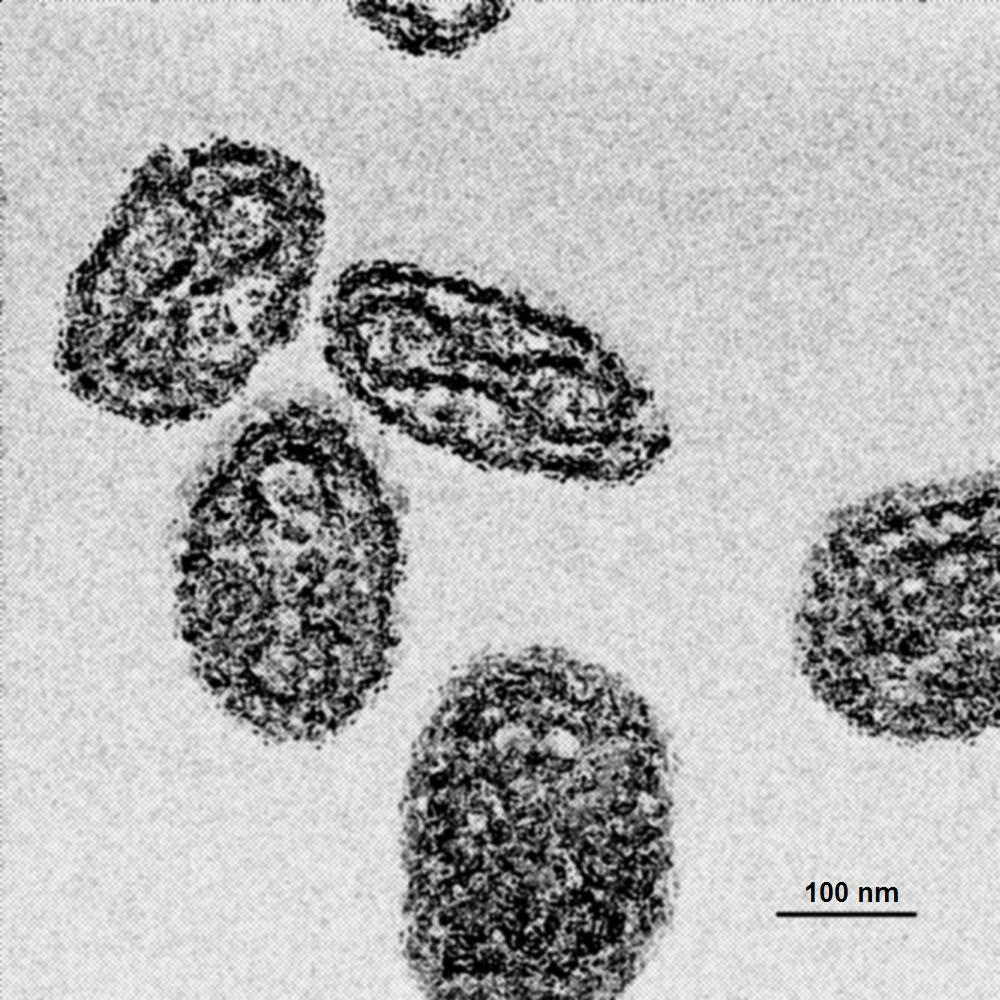
Micrografia electrònica del virus de la verola.

La verola o pigota (en llatí variola o variola vera) fou una malaltia infecciosa greu i contagiosa que en alguns casos podia causar la mort. Es té constància de la seua existència almenys des de fa 3.500 anys; es va propagar per tot el món i va matar un de cada tres infectats, fins que es va erradicar l'any 1980.

## Particularitats
No hi havia tractament especial per a la pigota i l'única forma de prevenció era la vaccinació. El nom verola prové de la paraula llatina variola, que significa ‘tacat’ i es refereix a les bombolles que apareixen en la cara i en el cos d'una persona infectada. El nom pigota prové també de l'aparença de grans «pigues» d'aquestes bombolles.
Les formes clíniques de la verola són dues, a saber: variola major és la forma greu i més comuna de la pigota, que ocasiona una erupció més estesa i febre més alta. Hi ha quatre tipus de verola major: la comuna (és la més freqüent i s'observa en 90% o més dels casos); la modificada (lleu, i s'observa en persones que s'havien vaccinat); la llisa; i, finalment, l'hemorràgica (aquests dos últims tipus són rars i molt greus). Històricament, la verola major ha tingut una taxa general de mortalitat d'aproximadament el 30%; no obstant això, la verola llisa i l'hemorràgica solen ser mortals. La verola menor és un tipus menys comú de la pigota i una malaltia molt menys greu, les taxes de mortalitat de la qual han sigut històricament d'un 1% o menors.
Durant milers d'anys hi ha hagut ocasionalment epidèmies de verola; no obstant això, després d'un reeixit programa de vaccinació mundial es va aconseguir erradicar la malaltia. Als Estats Units, l'últim cas de verola es va registrar el 1949, mentre que l'últim cas ocorregut de manera natural al món es va detectar a Somàlia el 1977. Una vegada que la malaltia es va erradicar a tot el món, es va suspendre la vaccinació habitual de tota la població perquè ja no hi havia necessitat de prevenir-la.
La verola la causa el virus de la verola que va sorgir en poblacions humanes fa milers d'anys. Excepte per les reserves existents en alguns laboratoris, el virus variola ha estat eliminat. No obstant això, arran dels successos de setembre i octubre del 2001, ha augmentat la preocupació que el virus de la verola podria utilitzar-se com a agent de terrorisme biològic. Per aquesta raó, el govern nord-americà pren precaucions per a poder fer front a un possible brot de pigota.
Generalment, perquè la pigota es contagiï d'una persona a una altra, és necessari que estiguin en contacte directe i prolongat. La pigota també pot transmetre's per mitjà del contacte directe amb fluids corporals infectats o amb objectes contaminats, com ara llençols, fundes o roba. Poques vegades la pigota s'ha propagat pel virus transportat per l'aire en llocs tancats com edificis, autobusos i trens. Els éssers humans són els únics portadors naturals del virus de la verola. No es coneixen casos de pigota transmesos per insectes o animals.
Una persona amb pigota a vegades és contagiosa quan comença la febre (fase pròdrom), però aconsegueix la seva màxima capacitat de contagi quan comença a aparèixer l'erupció. Generalment, en aquesta etapa la persona infectada està molt malalta i no pot desplaçar-se. La persona infectada és contagiosa fins que li hagi caigut l'última crosta de pigota.

## Causa: El virus de la verola
La verola la provocava la infecció amb el virus de la verola, que pertany al gènere Orthopoxvirus de la família dels pooxvírids, dins la família dels cordopoxvirins. El virus de la verola és un virus gran en forma de maó que mesura aproximadament 302-350 nanòmetres per 244-270 nm, amb un únic genoma lineal d'ADN bicatenari que mesura 186 kiloparells de bases i que conté un llaç a cada extrem. Les dues varietats clàssiques de la verola són la variola major i la variola menor. El seu parent víric més proper és el virus del mol·lusc contagiós, que, com la verola, només infecta els éssers humans. Tanmateix, a diferència de la verola, la infecció per mol·lusc és benigna.
Quatre ortopoxvirus causen infeccions en els éssers humans: els virus de la verola, el virus vaccí, la verola bovina i la verola dels simis. En estat natural, el virus de la verola només infecta humans, encara que primats i altres animals n'han estat infectats al laboratori. Els virus del vaccí, la verola bovina i la verola dels simis poden infectar tant humans com altres animals, en estat natural.
El cicle vital dels poxvirus és complicat perquè tenen múltiples formes infeccioses, amb diferents mecanismes de penetració cel·lular. Els poxvirus són únics entre els virus ADN perquè es repliquen al citoplasma de la cèl·lula i no al seu nucli. Per tal de replicar-se, els poxvirus produeixen una sèrie de proteïnes especialitzades que no produeixen els altres virus ADN, la més important de les quals és una ARN polimerasa ADN-dependent associada al virus. Tant els virions amb embolcall o sense són infecciosos. L'embolcall víric es compon de membranes de Golgi modificades que contenen polipèptids virus-específics, incloent-hi hemaglutinina.
La infecció amb una forma (verola major o verola menor) confereix immunitat contra l'altra.

## Evolució
Sembla que la verola evolucionà d'un virus semblant a la verola portat per rosegadors africans. Actualment és incerta la data d'aquesta evolució, i les estimacions varien entre fa 68.000 i 16.000 anys. La forma més greu (verola major) s'originà a Àsia fa entre 1.600 i 400 anys. Es creu que una segona forma (alastrim menor) que es troba a l'oest d'Àfrica i les Amèriques evolucionà fa entre 6.300 i 1.400 anys. Aquest clade donà origen a dos subclades que divergiren fa com a mínim 800 anys. La verola va arribar a Europa per primer cop cap a l'any 600.

## Transmissió
La transmissió de la verola es produeix per inhalació de virus de la verola contingut a l'aire, habitualment aerosol provinent de la mucosa oral, nasal o faríngia d'una persona infectada. Es transmet d'una persona a l'altra principalment a través d'un contacte prolongat cara a cara amb una persona infectada, habitualment a una distància de menys de dos metres, però també es pot transmetre per contacte directe amb líquids corporals infectats o objectes contaminats (fomites) com ara roba de llit o roba. En poques ocasions, la verola s'ha transmès quan el virus ha quedat a l'aire de recintes tancats com ara edificis, autobusos o trens. El virus pot travessar la placenta, però la incidència de verola congènita és relativament baixa. La verola no és particularment infecciosa al període prodròmic i la fase de vessament sol retardar-se fins a l'aparició de les erupcions, que solen anar acompanyades de lesions a la boca i la faringe. El virus es pot transmetre durant tot el curs de la malaltia, però la transmissió és especialment freqüent durant la primera setmana de l'erupció, quan la majoria de lesions cutànies estan intactes. La infectivitat es redueix després d'entre set i deu dies, quan es formen crostes sobre les lesions, però la persona infectada roman contagiosa fins que li cau l'última crosta de verola.
La verola és altament contagiosa, però generalment es transmet més lentament i menys àmpliament que altres malalties víriques, possiblement perquè la transmissió requereix un contacte proper i es produeix després de l'aparició de les erupcions. La taxa d'infecció general també és afectada per la curta durada de la fase infecciosa. En zones temperades, el nombre màxim d'infeccions per verola es produïa a l'hivern i a la primavera. A les zones tropicals, la variació estacional era menys marcada i la malaltia hi era present durant tot l'any. La distribució per edats de les infeccions per verola depèn de la immunitat adquirida. La immunitat per vaccinació decau amb el temps i probablement ja s'ha perdut en totes les poblacions vaccinades tret de les més recents. No es coneixen casos de transmissió de verola per insectes o altres animals i no hi ha estat de portador asimptomàtic.

## Signes i símptomes
Hi ha dues formes clíniques de verola. La verola major és la forma greu i més comuna de la verola, amb erupcions més esteses i una febre més elevada. La classificació Rao distingeix quatre tipus de verola major: ordinària, modificada, plana i hemorràgica. Històricament, la verola major té una taxa de mortalitat general d'un 30%; tanmateix, les veroles plana i hemorràgica solen ser fatals. A més, una forma anomenada variola sine eruptione ("verola sense erupció") es dona generalment en les persones vaccinades. Aquesta forma es caracteritza per una febre que es produeix després del període d'incubació habitual i només es pot confirmar per estudis d'anticossos o, rarament, aïllant el virus.
La verola menor és una forma menys comuna de verola, i és una malaltia molt menys greu, amb una taxa de mortalitat històrica d'un 1% o menys. També s'han observat infeccions subclíniques (asimptomàtiques) per virus de la verola, però es creu que no són habituals.

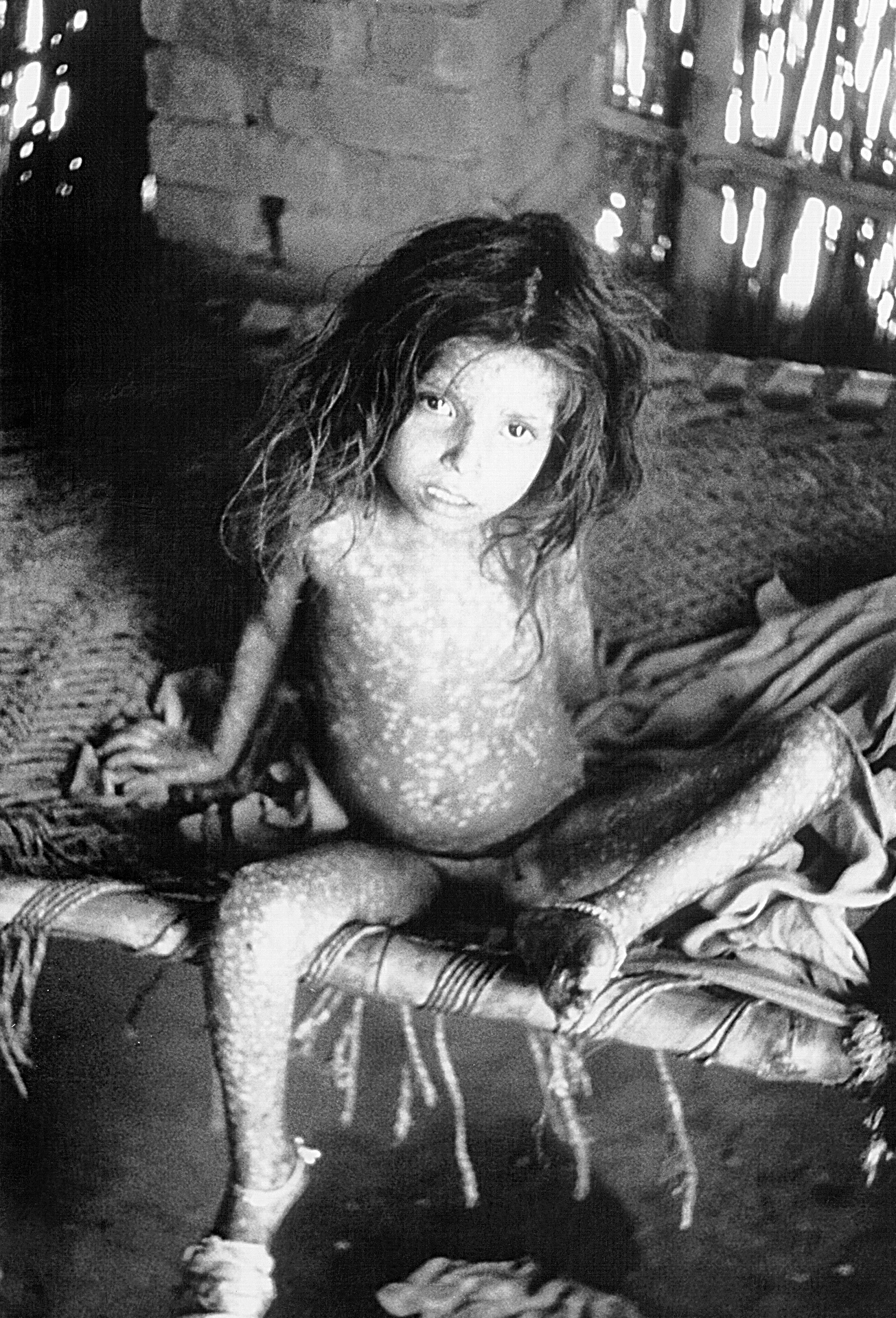
Una nena amb erupcions causades per verola ordinària (variola major).

El període d'incubació entre el contagi i els primers símptomes evidents de la malaltia és d'uns dotze dies. Una vegada inhalat, el virus de la verola envaeix la mucosa orofaríngia (la boca i la gola) o la respiratòria, migra als ganglis limfàtics regionals i comença a multiplicar-se. A la fase de creixement inicial sembla que el virus es mou d'una cèl·lula a l'altra, però als voltants del dotzè dia, es produeix la lisi de moltes cèl·lules infectades i el virus arriba al flux sanguini en grans quantitats (fenomen conegut com a virèmia). Té lloc una segona onada de multiplicació a la melsa, la medul·la òssia i els ganglis limfàtics. Els símptomes inicials o prodròmics són semblants als d'altres malalties víriques com la grip i el refredat: febre (com a mínim de 38,5 °C), dolors musculars, malestar, mal de cap, prostració i, com que l'aparell digestiu sol estar afectat, sovint apareixen nàusees, vòmits i mal d'esquena. El pròdrom, o fase preeruptiva, sol durar 2-4 dies. Entre 12 i 15 dies després de la infecció apareixen les primeres lesions visibles (petites taques vermelles anomenades enantemes) a les membranes mucoses de la boca, la llengua, el paladar i la gola, i la temperatura cau fins gairebé la temperatura normal. Aquestes lesions creixen i es trenquen ràpidament, alliberant grans quantitats de virus a la saliva.
El virus de la verola ataca preferentment cèl·lules de la pell, provocant els grans característics (anomenats màcules) associats amb la malaltia. Es desenvolupa una erupció a la pell 24-48 hores després de l'aparició de lesions a les membranes mucoses. Típicament, les màcules apareixen primer al front, i després s'estenen ràpidament a la cara sencera, les parts proximals de les extremitats, el tronc, i finalment a les parts distals de les extremitats. El procés no passa de les 24-36 hores, després de les quals ja no apareixen noves lesions. A partir d'aquest moment, la infecció per verola major pot seguir diversos cursos molt diferents.

### Ordinària
El 90% o més dels casos de verola entre la gent no vaccinada són del tipus ordinari. En aquesta forma de la malaltia, al segon dia d'erupció, les màcules esdevenen pàpules elevades. Al tercer o quart dia, les pàpules s'omplen d'un fluid opalescent i esdevenen vesícules. Aquest fluid esdevé opac i tèrbol en 24-48 hores, donant a les vesícules l'aparença de pústules; tanmateix, les anomenades pústules estan plenes de residus dels teixits, no de pus.
Al sisè o setè dia, totes les lesions cutànies han esdevingut pústules. A entre set i deu dies, les pústules maduren i assoleixen la seva mida màxima. Les pústules estan ben elevades, i solen ser arrodonides, tenses i fermes al tacte. Les pústules estan profundament incrustades a la dermis, fent que semblin una petita perla a la pell. El fluid travessa a poc a poc les pústules, i a la fi de la segona setmana les pústules es desinflen i comencen a assecar-se, formant crostes. Als dies 16-20 ja s'han format crostes a totes les lesions, i comencen a caure, deixant cicatrius despigmentades.
La verola ordinària causa generalment una erupció "discreta", en què les pústules sobresurten de la pell per separat. La distribució de l'erupció és especialment densa a la cara; és més densa a les extremitats que al tronc; i a les extremitats, és més densa a les parts distals que a les proximals. En la majoria de casos estan afectats els palmells de les mans i les plantes dels peus. En alguns casos, les butllofes es fusionen en capes, formant una erupció "confluent" que comença a separar les capes exteriors de la pell de la carn subjacent. Els pacients amb verola confluent sovint continuen malalts fins i tot després que s'hagin format crostes a totes les lesions. En una sèrie de casos, la taxa de mortalitat de la verola confluent fou del 62%.

### Modificada

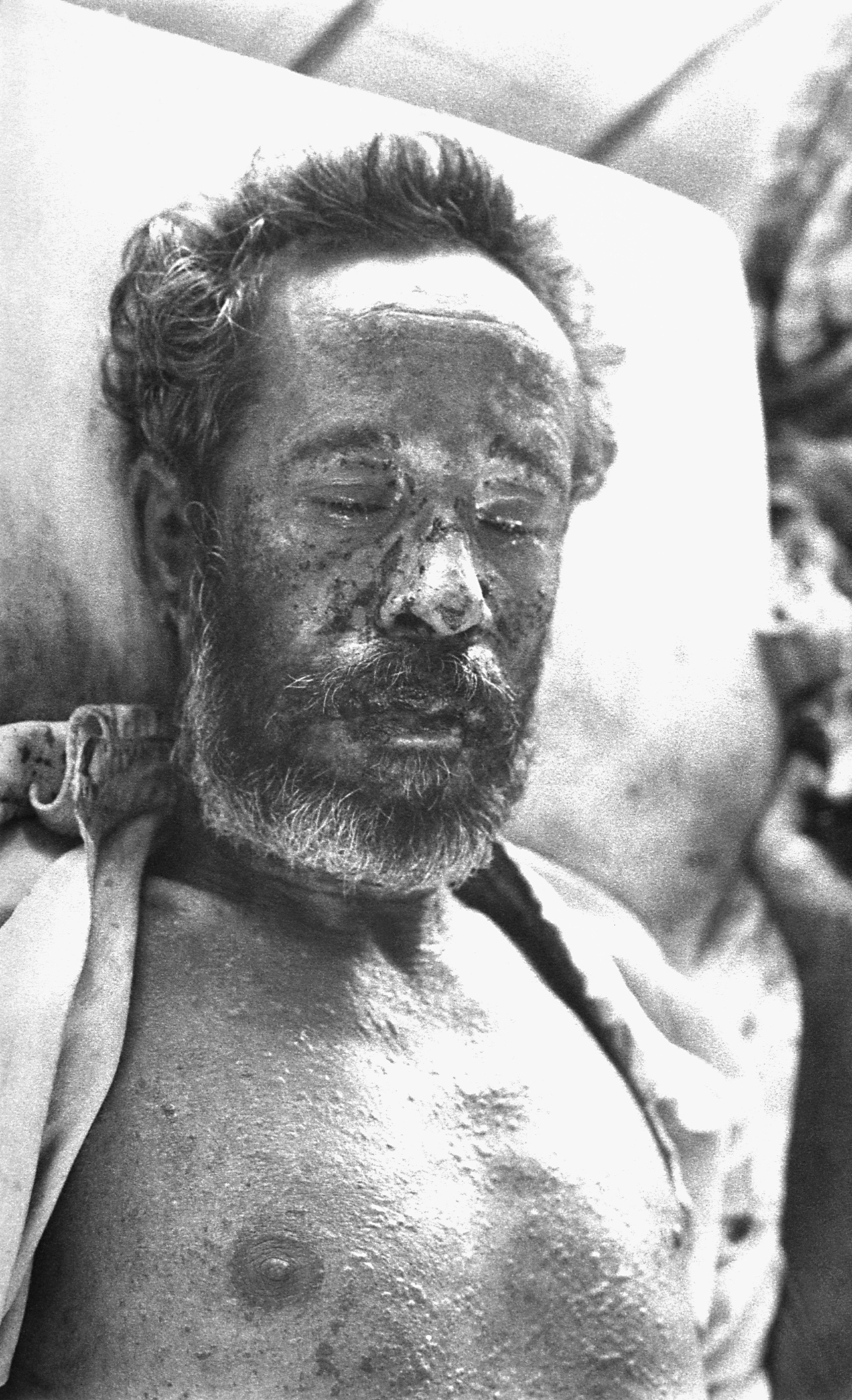
Aquest home pateix de verola de tipus hemorràgic greu.

En referència a les característiques de l'erupció i a la rapidesa del seu desenvolupament, la verola modificada es dona principalment en persones ja vaccinades. En aquesta forma, la malaltia prodròmica encara es produeix però pot ser menys greu que en el tipus ordinari. Habitualment no hi ha febre durant l'evolució de l'erupció. Les lesions cutànies tendeixen a ser menors en nombre i a evolucionar més ràpidament, són més superficials i poden no presentar la característica uniforme de la verola més típica. La verola modificada és mortal molt rarament, si és que ho és. Aquesta forma de verola major es confon més fàcilment amb la varicel·la.

### Maligna
En la verola de tipus maligne (també anomenada verola plana), les lesions romanen gairebé arran de la pell en el moment que es formen vesícules elevades en la verola de tipus ordinari. Es desconeix el motiu pel qual algunes persones desenvolupen aquest tipus de malaltia. Històricament, la verola maligna representava un 5-10% dels casos, i la majoria (un 72%) eren infants. La verola maligna és acompanyada per una greu fase prodròmica que dura tres o quatre dies, una febre alta prolongada i greus símptomes de toxèmia. Les erupcions de la llengua i el paladar solen ser extenses. Les lesions cutànies maduren molt lentament, i al setè o vuitè dia les lesions són planes i semblen estar incrustades a la pell. A diferència de la verola de tipus ordinari, les vesícules contenen molt poc fluid, són toves i de tacte vellutat i poden contenir hemorràgies. La verola maligna és gairebé sempre fatal.

### Hemorràgica
La verola hemorràgica és una forma greu de verola que va acompanyada d'hemorràgies extenses a la pell, membranes mucoses i tracte gastrointestinal. Aquesta forma es desenvolupava en aproximadament un 2% de les infeccions i es donava principalment en els adults. En la verola hemorràgica no es fan butllofes a la pell, que roman llisa. En canvi, es produeixen hemorràgies sota la pell, fent que la pell sembli cremada i negra, de manera que aquesta forma de la malaltia és coneguda com a verola negra.
En la forma primerenca, o fulminant, les hemorràgies apareixen al segon o tercer dia quan el dessagnament subconjuntival fa que el blanc dels ulls es posi vermell. La verola hemoràgica també provoca un eritema fosc, petèquies, i hemorràgies a la melsa, els ronyons, les seroses, els músculs i, rarament, l'epicardi, el fetge, els testicles, els ovaris i la bufeta urinària. La mort es produeix sovint entre el cinquè i el setè dia de malaltia, quan només hi ha presents unes poques lesions cutànies insignificants. Una forma més avançada de la malaltia es produeix en els pacients que sobreviuen 8-10 dies. Les hemorràgies apareixen a principis del període eruptiu, i l'erupció és plana i no progressa més enllà de la fase vesicular. Els pacients a la fase inicial de la malaltia presenten una reducció dels factors de coagulació (com ara plaquetes, protrombina i globulina) i un augment de l'antitrombina circulant. Els pacients a la fase final tenen una trombocitopènia significativa; tanmateix, la deficiència de factors de coagulació és menys greu. Alguns dels pacients a la fase final també presenten un augment de l'antitrombina. Aquesta forma de verola es dona en entre el 3% i el 25% dels casos fatals, depenent de la virulència de la soca del virus. La verola hemorràgica és habitualment fatal.

## Diagnòstic

Al contrari de l'erupció de la verola, l'erupció de la varicel·la es dona principalment al tors, estenent-se menys a les extremitats.

La definició clínica de la verola és una malaltia amb una aparició aguda de febre superior a 38,3 °C seguida d'una erupció caracteritzada per vesícules o pústules fermes i ben assentades al mateix estadi de desenvolupament sense altra causa coneguda. Si s'observa un cas clínic, la verola es confirma mitjançant l'ús de proves de laboratori.
Microscòpicament, els poxvirus produeixen inclusions citoplasmàtiques característiques, les més importants de les quals són conegudes com a cossos de Guarnieri, i són els centres de replicació vírica. Els cossos de Guarnieri s'identifiquen fàcilment en biòpsies de pell tenyides amb hematoxilina i eosina, i apareixen com a taques roses. Es troben en pràcticament totes les infeccions per poxvirus però l'absència de cossos de Guarnieri no es pot fer servir per descartar la verola. El diagnòstic d'una infecció per ortopoxvirus també es pot fer ràpidament per examinació al microscopi electrònic de fluid pustular o crostes. Tanmateix, tots els ortopoxvirus presenten virions idèntics en forma de maó sota el microscopi electrònic.
La identificació definitiva al laboratori del virus de la verola implica cultivar el virus en una membrana corioal·lantoica (part d'un embrió de pollastre) i examinant les lesions i taques resultants sota condicions determinades de temperatura. Les soques es poden caracteritzar mitjançant una anàlisi de la reacció en cadena de la polimerasa (PCR) i el polimorfisme en la longitud dels fragments de restricció (RFLP). També s'han desenvolupat proves serològiques i ELISA, que mesuren immunoglobulines i antígens específics del virus de la verola, per contribuir a diagnosticar la infecció.
En els anys immediatament posteriors a l'erradicació, la varicel·la era sovint confosa amb la verola. Es poden distingir les dues malalties de diverses maneres. A diferència de la verola, la varicel·la no sol afectar els palmells de les mans ni les plantes dels peus. A més, les pústules de varicel·la tenen mides diferents a causa de variacions en la cronologia de l'erupció; en canvi, les pústules de verola són de mida gairebé idèntica, car l'efecte víric progressa de manera més uniforme. Estan disponibles una sèrie de mètodes de laboratori per a detectar la varicel·la en l'avaluació de possibles casos de verola.